# Chimarra atilanoi
Chimarra atilanoi is een schietmot uit de familie Philopotamidae. De soort komt voor in het Nearctisch gebied.